# 野田かつひこ
野田 かつひこ（のだ かつひこ、本名：野田 勝彦。読みは同じ）は、福岡県三潴郡三潴町（現・久留米市）出身のシンガーソングライター。愛称はのださん。

## 来歴・人物
様々な職業を経験し知的障害者授産施設の指導員の職を最後にアーティスト業に専念。
吉本興業福岡事務所（現在のよしもとクリエイティブ・エージェンシー福岡事務所）音楽部門より、九州初のミュージシャンとして「よかやんね」でデビューする。
各地でのコンサート活動を中心に、劇音楽の制作やラジオ番組、随筆活動などの幅広い活躍を行う。
2005年福岡県西方沖地震で被災した福岡県玄界島の応援歌「僕のふるさと玄界島」を作るなど復興支援に取り組む。
2007年からは命をテーマとした「さまざまな命の物語」コンサートを各地で開催している。
また、教育関連では保育園・幼稚園での音遊びやミニコンサートをはじめ、各地の小・中学校において、命をテーマとした教育コンサートも開催している。

## 略歴
- 1992年 - 社会福祉の職からアーティスト業に転身。
- 1996年 - 中国（上海、天津、北京）でコンサート。その後「野田かつひこ中国うた紀行」を読売新聞で連載。 吉本興業福岡事務所（現在のよしもとクリエイティブ・エージェンシー福岡事務所）音楽部門（minimax）より、「よかやんね」でCDデビュー。
- 1997年 - 日中国際児童交流テーマソング「春風にのって」制作。「窓を開けて九州」（RKB毎日放送）でドキュメンタリーを放送。アジア音楽祭出演。
- 1998年 - 「ミュージックサミットOhさわぎ」（NBCラジオ佐賀）で初レギュラー。
- 1999年 - 劇音楽の制作を開始。
- 2000年 - 「野田かつひこのウォーキングツアー」（エフエムたまなエフエムやつしろ）スタート。吉本ゴールデン劇場での定期イベントに出演。
- 2001年 - 北九州市立子どもの館（コムシティ7階）のパフォーマンスチームで音楽監督を務める。玄海フリースクール（福岡市）の特別講師を１年間務める。
- 2002年 - 久留米市で活動する「子ども音楽サークル Happy Friends」に、テーマ曲「ハッピー・フレンズ」を提供。
- 2002年 - 沖縄市民小劇場あしびなーでのフォークの日イベントに参加。
- 2003年 - コスモアースコンシャスアクトFMK（FM熊本）クリーンキャンペーンでアコースティックライブを行う。奄美大島本土復帰50周年記念「奄美ヤングアートフェスティバル」の音楽制作。奄美諸島5島をコンサートツアー。
- 2004年 - 劇音楽を担当した劇団道化作品「しょうぼうじどうしゃじぷた」（原作本は同名で渡辺茂男作・山本忠敬絵、福音館書店）が中国上海芸術祭で最優秀賞を受賞。
- 2005年 - 福岡県西方沖地震で被災した福岡県玄界島の応援歌「僕のふるさと玄界島」を制作。
- 2006年 - 福岡県西方沖地震から1年目の3月20日玄界島でライブ。「僕のふるさと玄界島」のCDを島民約300世帯へ寄贈する。[1]
- 2007年 - 命のコンサート「さまざまな命の物語」をスタート。
- 2008年 - 「野田かつひこのフォーク・ふるさと劇場」（ドリームスエフエム放送）がスタート。
- 2009年 - 命のコンサートが反響を呼び、福岡県を中心に熊本県、佐賀県（2010年には鹿児島県も）に開催地を広げる。
『3日間命の輝き〜天使になった娘がのこしたもの〜』（スターツ出版、2010年2月 ISBN 9784883811106）の著者である千住英正、千住ますみ氏と出会い、18トリソミー（エドワーズ症候群）の我が子と過ごした3日間の思いをもとに「一輪の花」を制作。
- 2010年 - 熊本保健科学大学医療ボランティアサークル「Lovers」、熊本市立熊本市民病院の協力を得て看護師・助産師を応援する曲を制作。[2]東京の中国大使館で「しょうぼうじどうしゃじぷた」が公演される。
- 2011年 - 閉校間近の対馬市立加志々中学校（長崎県対馬市豊玉町　当時全校生徒9名）の最後の文化祭に劇団道化とともに関わる。
各学年の生徒それぞれの思いをくみ取り、１年生「最後の一年生」、２年生「加志々なんてキライ」、３年生「加志々が好きなんだ」を製作した。
特に「加志々が好きなんだ」は最後の卒業生のふるさとへの思いが等身大で綴られている。
この文化祭の取り組みを対馬市CATV（株式会社コミュニティメディアが管理）がドキュメント番組「Ｔｈｅ　ｌａｓｔ　ｍｅｓｓａｇｅ～加志々より愛を込めて～」として製作・放送、全国１３４作品の中から第37回ケーブルテレビ大賞番組アワード最優秀賞（総務大臣賞）を受賞した。[3]
後に雑誌「教育」（かもがわ出版）に関連記事が掲載された（2013年5月号）。
- 2012年 -鹿児島県長島町諸浦島の本浦小学校で、ふるさとの歌作りワークショップを実施（文部科学省の「次代を担う子どもの文化芸術体験事業」の一環）。全児童42名とともに「だんだん！諸浦島」を製作した。（歌詞原案/本浦小学校児童、作詞作曲/野田かつひこ、ピアノ編曲/濱田治）この取り組みの過程は鹿児島テレビ放送で数回にわたり放送された。
20数年前にはじめての海外旅行で韓国へ行った際トラブルに巻き込まれ、その時助けてくれた当時の韓国人大学生たちに会ってお礼を言うために「歌で恩人探し！」を試みる。韓国語を交えた歌「チングヤー」を制作し、韓国釜山にて初披露した。
- 2013年 -2012年から取り組んでいた鹿児島県さつま町 柊野小学校の生徒たちの思いをくみとった歌「柊野物語」が完成する。
CDアルバム「LIFE STORIES」をリリース。アルバム収録曲の「華僑の花」には趙国良（二胡奏者）が参加。
福岡県立水産高等学校創立60周年記念事業として、生徒会と連携しながら取材を重ね、応援歌「水高魂」を制作。
韓国ソウルで「チングヤー」を初披露。
- 2014年 -「野田かつひこと行く韓国の旅」開催。
「野田かつひこの歌日記」（ドリームスエフエム放送）生放送の番組としてスタート
3月2日-長崎県対馬市立加志々中学校跡地に「加志々が好きなんだ」の歌碑が建立され除幕式に参加。
難病と闘う吉河日出子氏との共作曲（作詞/吉河日出子  作曲/野田かつひこ）をまとめたCD「みなさんの愛にありがとう」を制作。
釜山韓日文化交流協会27周年記念祝賀会にて全曲韓国語でのミニライブを行う。
- 2015年 -JEIS西日本（株式会社日本船舶職員養成協会西日本）のポスターに起用される。
離島や海洋関係のエピソードを歌った曲を集めたCDアルバム「Island sky〜心の海 島の空〜」をリリース。
鹿児島県出水郡長島町立本浦小学校閉校に併せ「だんだん！諸浦島」(作詞作曲/野田かつひこ)の歌碑が建てられる。
福岡県久留米市の「くるめふるさと大使」に任命される。

（公式サイトより）
2017年、「朝鮮通信使に関する記録」ユネスコ世界記憶遺産登録を記念し、大濠公園能楽堂での祝祭に招かれ「朝鮮通信使」(野田かつひこ作詞作曲)を熱唱。
2019年、韓国のジャンヌダルクと呼ばれるユ•グアンスン100年目の命日に日本人歌手として招かれ韓国ソウル西大門で開かれた慰霊祭で歌唱する。
2019年、この年より東京進出！江戸川、日本橋、浅草等でのホールコンサートを開催、歌作りでは「下町の風に吹かれて」制作発表。※2024年からFMえどがわの番組コーナーのテーマ曲となる。
2023年7月、百済時代の別宮の池で、武王（ムワン）の時代に王宮の庭園として造られた

## 作品

### シングル
- よかやんー996年）
- 春風にのって（1997年）- 日中友好児童交流テーマ曲。
- 筑後川（1999年）

### アルバム
- 思ひでポロリン（1995年）
- Pixy's design（2001年） - 福岡吉本ゴールデン劇場でのライブアルバム
- あぜ道のメロデイ（2004年）
- ひだまりのメロデイ（2005年）
- 僕のふるさと玄界島（2005年）-福岡県西方沖地震で被災した玄界島の島民への応援歌として制作[4]
- うき雲のメロデイ（2007年）
- ふるさとのメロデイ（2008年）
- さまざまな命の物語（2009年）
- あぜ道日誌（2010年）
- LIFE STORIES（2013年）
- みなさんの愛にありがとう(2014年) -吉河日出子氏との共作曲をまとめたアルバム
- Island sky〜心の海 島の空〜(2015年)

### 劇音楽
- 劇団道化「しょうぼうじどうしゃじぷた」- 演出／丹下進　人形／秋吉誠
- 劇団道化「番ねずみのヤカちゃん」 - 演出／丹下進
- 劇団道化「ナガサキ’んグラフティー」 - 作／いずみ懍　演出／鈴木龍男（前進座）
- 劇団道化「なにができるかな」 - 構成／「なにができるかな」班
- 劇団道化「マットさんの工房劇場」
- 劇団道化「西鉄ライオンズが強かった頃に」 - 脚本／中村芳子、篠崎省吾　演出／永井寛孝　音楽監督／高橋寛
- 劇団道化「あははのぷん」 - 脚本・演出／北村直樹
- 劇団道化「のらペンギンのペンじろう」 - 脚本／手島純子、篠崎省吾　演出／長島宏
- 劇団道化＆劇団轍 共同製作「坂の上の家」 - 作／松田正隆　演出／日下部信
- 劇団道化「知覧・青春～アイ・アム・ヒア！」～ - 作／中村芳子・篠崎省吾　演出／永井寛孝

## 講演活動
- 2006年 人権講演会 トーク&コンサート～ /柳川市立豊原小学校 (福岡県)
- 2007年 えーるピアセミナー ～かけがえのない人たちへ 愛する子どもたちへ 今，私たちにできること～ /えーるピア久留米(福岡県)
- 2008年 小郡高校大同窓会 記念講演「めぐり逢いの中で」/久留米市ハイネスホテル（福岡県）
- 2008年 久留米市立三潴中学校 創立50周年記念式典 ゲスト講演 /久留米市立三潴中学校（福岡県）
- 2009年 久留米商工会議所議員会例会 ゲスト講演 /久留米市ハイネスホテル（福岡県）
- 2009年 教育コンサート ～めぐり逢いのなかで、そこで生まれた命のうた～ /伊万里市立立花小学校、伊万里市立山代東小学校（佐賀県）
- 2010年 福岡県みやま市子ども育成会連絡協議会育成会研修会 講演&コンサート /みやま市山川市民センターホール（福岡県）
- 2010年 第6回あいら福祉フェスティバル『めぐり逢いのなかで～そこで生まれた命のうた～』/姶良町中央公民館（鹿児島県）
- 2012年 春日市PTA教育講演会 「命の大切さ支えあうことの大切さ 愛と絆のコンサート」/春日市ふれあい文化センター（福岡県）
- 2012年 人権講演会～うたが紡ぐさまざまな命の物語～ /久留米市立西牟田小学校（福岡県）
- 2012年 野田かつひこ命の歌と講演 /みやき町立三根西小学校（佐賀県）
- 2012年 講演会「歌が紡ぐさまざまな命の物語」/菊池市立泗水西小学校（熊本県）
- 2013年 福岡県立水産高等学校創立60周年記念事業 記念講演 /福岡県立水産高等学校（福岡県）
- 2013年 九州地区公民館研究大会 福岡大会 記念講演〜ふるさとを想う〜 /福岡市民会館（福岡県）
- 2013年 福岡地区公立高等学校PTA連合研修会「めぐり逢いの中で～歌が紡ぐ命の物語～」/福岡リーセントホテル（福岡県）
- 2013年 西原村人権フェスティバル講演～歌が紡ぐ命の物語～ /西原村構造改善センター（熊本県）
- 2013年 筑前町教育委員会 人権フェスタ2013～「さまざまな命の物語」～/めくばーる大ホール（福岡県）
- 2014年 大川市町内公民館役員研修会 ゲスト講演 /大川市文化センター（福岡県）
- 2014年 全九州私立幼稚園PTA指導者研修会鹿児島大会 記念公演 /城山観光ホテル
- 2014年 京築私立幼稚園PTA連合会主催 PTA大会〜命のうた ふるさとの唄〜 /京都ホテル（福岡県）

## 出演

### テレビ
- 24時間テレビ 「愛は地球を救う」（2006年、日本テレビ）-「僕のふるさと玄界島」を通しての絆を描いたドキュメンタリー

（FBS福岡放送制作）
- 情報ワイド 福岡いちばん星（2006年、NHK総合テレビ）
- 九州沖縄スペシャル「復興へ」～福岡 玄界島 大地震から一年～（2006年、NHK福岡放送局）
- アサデス。（2006年、KBC九州朝日放送）出演
- アサデス。（2007年、KBC九州朝日放送）出演
- かごしま24（2010年、MBC南日本放送）出演
- かちかちワイド（2010年、STS佐賀テレビ）出演
- おはようサタデー九州沖縄 (2013年、NHK福岡放送局) 命のコンサートの活動を特集
- 鹿児島テレビ放送（2012年）鹿児島県長島町諸浦島の本浦小学校でのふるさとの歌作りのワークショップ〜「だんだん！諸浦島」が完成するまでのドキュメンタリー

### ラジオ
- 野田かつひこのウォーキングツアー（2000年〜2006年、エフエムたまなエフエムやつしろ、2001年〜ドリームスエフエム放送）
- 野田かつひこのフォークふるさと劇場（2008年〜、ドリームスエフエム放送）
- 野田かつひこの歌日記（2014年〜、ドリームスエフエム放送　生放送の番組としてスタート）

### 雑誌・新聞連載
- 野田かつひこ中国うた紀行（1996年、読売新聞）
- Key West Press（2007年、西九州トヨタ発行の情報誌）-コラムを掲載
- 知的障害福祉研究専門誌「さぽーと」2013年11月号にエッセイを掲載[5]